# Trainwreck with Kyle Gass
Trainwreck est un groupe de rock américain composé de Darryl Donald (JR Reed), Klip Calhoun (Kyle Gass), John B. Shredman (John Konesky), Boy Johnny (John Spiker), Dallas St. Bernard (Nate Rothacker). Ils jouent sur la bande originale du film Tenacious D et le Médiator du destin en 2006 et sortent un album intitulé The Wreckoning en 2009. Ils rompent en 2010. Ils se reforment en 2018.

## Composition du groupe
- Darryl Donald/JR Reed : Chanteur, Percussions
- Klip Calhoun/Kyle Gass : Guitare, Chant
- John B. Shredman/John Konesky : Guitare électrique
- Boy Johnny/John Spiker : Basse, Chant
- Dallas St. Bernard/Nate Rothacker : Batterie

## Discographie
- 2003 : 2 Tracks
- 2004 : Trainwreck Live
- 2006 : The EP
- 2009 : The Wreckoning